# Locomotiv GT (angol nyelvű album, 1980)
1980-ban jelent meg az LGT negyedik angol nyelvű nagylemeze, a Locomotiv GT. Az albumot Magyarországon, valamint kis példányszámú licenckiadásként az NSZK-ban és Svédországban adták ki. A dalok eredeti magyar változatai az együttes 1975 és 1979 közötti albumain és kislemezein jelentek meg; ezeket némileg átdolgozták és újra felvették. A Traveller az egyetlen dal, ami nem az LGT saját szerzeménye: Mikor elindul a vonat címmel Demjén Ferenc Fújom a dalt című albumán jelent meg 1977-ben. A dalok angol szövegét Adamis Anna, Ambrózy István, Zákányi A. Emőke és Chris Hann írta. A nyugatnémet kiadás borítóját az Aranyalbum 1971–76 borítója alapján készítették, a svéd kiadásról viszont nincs információ. Gyűjtői körökben az album a könnyebb azonosíthatóság végett "Budapest" néven közismert.
Ez az album lett az együttes későbbi EMI-lemezszerződésének alapja.

## Az album dalai

### Első oldal
1. Circus (Miénk ez a cirkusz) (Presser Gábor/Sztevanovity Dusán/Ambrózy István) – 5:28
2. Lady of the Night (Álomarcú lány) (Somló Tamás/Adamis Anna) – 4:40
3. Gimme Some Help! (Nem adom fel) (Presser Gábor/Sztevanovity Dusán/Chris Hann) – 4:10
4. I Had Life (Veled, csak veled) (Karácsony János/Sztevanovity Dusán/Ambrózy István) – 4:05
5. Traveller (Mikor elindul a vonat) (Presser Gábor/Demjén Ferenc/Ambrózy István) – 3:40[1]

### Második oldal
1. Let Me Be (Mindenféle emberek) (Presser Gábor/Sztevanovity Dusán/Chris Hann) – 4:52
2. Boogie Land (Boogie a zongorán) (Somló Tamás/Sztevanovity Dusán/Zákányi A. Emőke) – 4:27
3. Fed Up with All Your Fancy Phrases (Pokolba már a szép szavakkal) (Presser Gábor/Sztevanovity Dusán/Chris Hann) – 3:29
4. Music Man (Mindenki) (Presser Gábor/Zákányi A. Emőke) – 6:06

## Kiadások
| Év   | Kiadó                    | Formátum | Sorszám  | Megjegyzések                      |
| ---- | ------------------------ | -------- | -------- | --------------------------------- |
| 1980 | MHV Pepita International | LP       | SLPR 704 |                                   |
| 1980 | Palm Records             | LP       | 7006     | Az album NSZK-beli licenckiadása. |

## Közreműködők
- Presser Gábor – ének, zongora, szintetizátor, vocoder, ütőhangszerek
- Somló Tamás – ének, basszusgitár, szaxofon, szájharmonika
- Karácsony János – ének, gitár, ütőhangszerek
- Solti János – dob, ütőhangszerek
- Dés László – tenorszaxofon (1, 3, 7, 9)
- Gőz László – harsona (1, 7, 9)
- Gróf Zoltán – trombita (1, 7, 9)
- Dely László – konga (4, 5, 6, 9)
- Postásy Júlia – vokál (5, 9)
- Ambrózy István – próza (1, 6)

### Produkció
- Kovács György – hangmérnök
- Hegedűs György – fényképek
- Nagy Péter – design
- Péterdi Péter – producer